# Поланур (Медведевский район)
Поланур — деревня в Медведевском районе Марий Эл Российской Федерации. Входит в состав Шойбулакского сельского поселения.
Численность населения — 66 человек (2014 год).

## География
Деревня располагается в 5 км от административного центра сельского поселения — села Шойбулак.

## История
Деревня впервые упоминается в списках селений Царевококшайского уезда в 1723 году как деревня Пуланур из 25 дворов.
В 1899 году в деревне была открыта церковно-приходская школа, размещавшаяся в двухэтажном доме зажиточного крестьянина И. М. Изибаева. На втором этаже жил учитель Т. Е. Евсеев, известный этнограф, основатель Национального музея Республики Марий Эл. В 1973 году школа была закрыта.
В 1931 году образован колхоз «Поланур», в 1934 году построена овцеферма. В 1970 году деревня вошла в состав совхоза «Шойбулакский».

## Население
| 2010 | 2011 | 2012 | 2013 | 2014 |
| ---- | ---- | ---- | ---- | ---- |
| 65   | ↗70  | ↘66  | →66  | →66  |

Национальный состав на 1 января 2014 г.:
| Национальность | Численность, чел. | Доля    |
| -------------- | ----------------- | ------- |
| всего          | 66                | 100,0 % |
| Марийцы        | 52                | 78,8 %  |
| Русские        | 9                 | 13,6 %  |
| другие         | 5                 | 7,6 %   |

## Известные уроженцы
- Андреев Иван Филимонович (1908—1966) — марийский советский учёный-языковед и журналист. Ответственный редактор республиканской газеты Марийской АССР «Марий коммуна» (ныне — газета «Марий Эл») (1943—1954). Директор МарНИИ (1943, 1954—1956). Член ВКП(б) с 1939 года.
- Белянин Григорий Иванович (1924—1978) — марийский советский деятель сельского хозяйства. Председатель колхоза имени В. И. Ленина Медведевского района Марийской АССР (1955—1975), отличник социалистического соревнования.

## Описание
Улично-дорожная сеть деревни имеет асфальтовое покрытие. Просёлочные дороги, ведущие Цибикнурскому шоссе и к деревням Яшково и Шихмамат, имеют щебневое покрытие.
Жители проживают в индивидуальных домах, не имеющих централизованного водоснабжения и водоотведения. Деревня газифицирована. Имеется продуктовый магазин.